# Стодоли
Сто́доли — село в Україні, у Вертіївській сільській громаді Ніжинського району Чернігівської області. Населення станом на 1 січня 2015 року становило 385 осіб. Налічується 164 господарств. До 2020 орган місцевого самоврядування — Стодольська сільська рада.

## Географія
Селом протікає річка Смолянка.

## Історія
12 червня 2020 року, відповідно до розпорядження Кабінету Міністрів України № 730-р «Про визначення адміністративних центрів та затвердження територій територіальних громад Чернігівської області», увійшло до складу Вертіївської сільської громади.
19 липня 2020 року, в результаті адміністративно-територіальної реформи, увійшло до складу новоутвореного Ніжинського району.

## Природа
На захід від села розташований заказник «Середовщина», на схід гідрологічний заказник місцевого значення «Переходівський».